# Mark Tacher
Mark Tacher Feingold (ur. 15 września 1977 w Meksyku) – meksykański aktor filmowy i telewizyjny, muzyk, wokalista i gitarzysta.

## Życiorys
W latach 1997–1999 uczęszczał do Training Centre Actoral of TV Azteca w Meksyku. W latach 2005–2006 studiował aktorstwo w Tecnicas de Perfeccionamiento Actoral, La Verdad sin Esfuerzo, pod kierunkiem prof. Nelsona Ortegi w Wenezueli. Uczył się śpiewu i gry na gitarze w Academii G. Martell w Meksyku, następnie kontynuował edukację w Técnica de Opera pod kierunkiem prof. Lilí de Migueles i prof. Ramóna Calzadilli w Kolumbii. Przez osiem lat był wokalistą i gitarzystą zespołu Arvakur.
Był gospodarzem programu Nintendomania (1996–1998). Później pojawił się w Vision Real (1998), Atrévete (1999) i Ciclon Atzeca (2003).
Debiutował jako Juan Carlos Cifuentes w telenoweli Trzy razy Sofia (Tres veces Sofía, 1998). Stał się rozpoznawalny dzięki występom w telenowelach: Verano de amor (Lato miłości, 2009) jako Dante Escudero, Triumf miłości (Triunfo del Amor, 2011) jako Alonso del Ángel, Otchłań namiętności (Abismo de pasión, 2012) jako Gael Arango Navarro.

## Nagrody
| Rok  | Nagroda                                                                                    | Kategoria             | Tytuł produkcji                                      |
| ---- | ------------------------------------------------------------------------------------------ | --------------------- | ---------------------------------------------------- |
| 2002 | Las Palmas de Oro - Círculo Nacional de Periodistas CINPE (National Circle of Journalists) | Najlepszy aktor       | –                                                    |
| 2005 | Mara de Oro (Wenezuela)                                                                    | Najlepszy aktor       | Salvador Diego Vega Andonegui w Mujer con pantalones |
| 2005 | Lo Mejor de Venezuela (Wenezuela)                                                          | Najlepszy z Wenezueli | –                                                    |